# Grand Prix Španělska 2000
Velká cena Španělska (XLII Gran Premio Marlboro de España) Formule 1 se v roce 2000 jela 7. května na okruhu Catalunya. Jelo se 65 kol, jedno kolo měřilo 4,730 km, celkem závodníci ujeli 307,450 kilometrů. Tato velká cena byla v celkovém pořadí 651. Grand Prix. Skončila 57. vítězstvím Miky Hakkinena a 148. vítězstvím pro stáj McLaren.

## Výsledky
| Pozice | Jezdec                | Vůz             | Čas         |
| ------ | --------------------- | --------------- | ----------- |
| 1      | Mika Häkkinen         | McLaren MP4/15  | 1:33'55.390 |
| 2      | David Coulthard       | McLaren MP4/15  | á 0:16:066  |
| 3      | Rubens Barrichello    | Ferrari F1-2000 | á 0:29:112  |
| 4      | Ralf Schumacher       | Williams FW22   | á 0:37:311  |
| 5      | Michael Schumacher    | Ferrari F1-2000 | á 0:47:983  |
| 6      | Heinz-Harald Frentzen | Jordan EJ10     | á 1:21:925  |
| 7      | Mika Salo             | Sauber C19      | á 1 kolo    |
| 8      | Ricardo Zonta         | BAR 002         | á 1 kolo    |
| 9      | Giancarlo Fisichella  | Benetton B200   | á 1 kolo    |
| 10     | Alexander Wurz        | Benetton B200   | á 1 kolo    |
| 11     | Eddie Irvine          | Jaguar R1       | á 1 kolo    |
| 12     | Jarno Trulli          | Jordan EJ10     | á 1 kolo    |
| 13     | Johnny Herbert        | Jaguar R1       | á 1 kolo    |
| 14     | Marc Gene             | Minardi M02     | á 2 kola    |
| 15     | Gaston Mazzacane      | Minardi M02     | á 2 kola    |
| 16     | Nick Heidfeld         | Prost AP03      | á 3 kola    |
| 17     | Jenson Button         | Williams FW22   | á 4 kola    |
| Kolo   | Odstoupili            | -               | -           |
| 25     | Jos Verstappen        | Arrows A21      | Převodovka  |
| 21     | Jacques Villeneuve    | BAR 002         | Hydraulika  |
| 1      | Jean Alesi            | Prost AP03      | Kolize      |
| 1      | Pedro de la Rosa      | Arrows A21      | Kolize      |
| 0      | Pedro Diniz           | Sauber C19      | Mimo trať   |

### Nejrychlejší kolo
- Mika HAKKINEN McLaren Mercedes 1'24470 - 201.586 km/h

### Vedení v závodě
- 1-23 kolo Michael Schumacher
- 24-26 kolo Mika Häkkinen
- 27-41 kolo Michael Schumacher
- 42-65 kolo Mika Häkkinen

### Postavení na startu
- zeleně – Startoval z posledního místa pro nepovolené palivo

| 1. řada  | 1                    | 2                     |
|          | Michael Schumacher   | Mika Häkkinen         |
|          | Ferrari              | McLaren               |
|          | 1'20.974             | 1'21.052              |
| 2. řada  | 3                    | 4                     |
|          | Rubens Barrichello   | David Coulthard       |
|          | Ferrari              | McLaren               |
|          | 1'21.416             | 1'21.422              |
| 3. řada  | 5                    | 6                     |
|          | Ralf Schumacher      | Jacques Villeneuve    |
|          | Williams             | BAR                   |
|          | 1'21.605             | 1'21.963              |
| 4. řada  | 7                    | 8                     |
|          | Jarno Trulli         | Heinz-Harald Frentzen |
|          | Jordan               | Jordan                |
|          | 1'22.006             | 1'22.135              |
| 5. řada  | 9                    | 10                    |
|          | Eddie Irvine         | Jenson Button         |
|          | Jaguar               | Williams              |
|          | 1'22.370             | 1'22.385              |
| 6. řada  | 11                   | 12                    |
|          | Jos Verstappen       | Mika Salo             |
|          | Arrows               | Sauber                |
|          | 1'22.421             | 1'22.443              |
| 7. řada  | 13                   | 14                    |
|          | Giancarlo Fisichella | Johnny Herbert        |
|          | Benetton             | Jaguar                |
|          | 1'22.569             | 1'22.781              |
| 8. řada  | 15                   | 16                    |
|          | Pedro Diniz          | Ricardo Zonta         |
|          | Sauber               | BAR                   |
|          | 1'22.841             | 1'22.882              |
| 9. řada  | 17                   | 18                    |
|          | Jean Alesi           | Alexander Wurz        |
|          | Prost                | Benetton              |
|          | 1'22.894             | 1'23.010              |
| 10. řada | 19                   | 20                    |
|          | Nick Heidfeld        | Marc Gené             |
|          | Prost                | Minardi               |
|          | 1'23.033             | 1'23.486              |
| 11. řada | 21                   | 22                    |
|          | Gaston Mazzacane     | Pedro de la Rosa      |
|          | Minardi              | Arrows                |
|          | 1'24.257             | 1'22.185              |
| -------- | -------------------- | --------------------- |

- 107 % = 1'26"642

### Zajímavosti
- 24. pole a první v roce 2000 pro Michaela Schumachera
- Pedro de la Rosa zajel 9. kvalifikační čas, ale startoval z posledního místa kvůli nepovoleným esencím paliva.
- Vůz se startovním číslem 1 zajel po 75 nejrychlejší kolo.
- Motor Fondmetal a vůz Jaguar startovali v 10 GP.

| Pole position      | Vítězství      | Nej. kolo      |
| Německo            | Finsko         | Finsko         |
| Michael Schumacher | Mika Häkkinen  | Mika Häkkinen  |
| Ferrari F1-2000    | McLaren MP4/15 | McLaren MP4/15 |
| 1'20.974           | 1:33'55.390    | 1'24.470       |
| 210.290 km/h       | 196.405 km/h   | 201.586 km/h   |
| ------------------ | -------------- | -------------- |

### Stav MS
- Zelená - vzestup
- Červená - pokles

| *  | Jezdec                | Body |
| -- | --------------------- | ---- |
| 1  | Michael Schumacher    | 36   |
| 2  | Mika Häkkinen         | 22   |
| 3  | David Coulthard       | 20   |
| 4  | Rubens Barrichello    | 13   |
| 5  | Ralf Schumacher       | 12   |
| 6  | Giancarlo Fisichella  | 8    |
| 7  | Jacques Villeneuve    | 5    |
| 8  | Heinz-Harald Frentzen | 5    |
| 9  | Jarno Trulli          | 4    |
| 10 | Jenson Button         | 3    |
| 11 | Ricardo Zonta         | 1    |
| 12 | Mika Salo             | 1    |

| * | Vůz      | Body |
| - | -------- | ---- |
| 1 | Ferrari  | 49   |
| 2 | McLaren  | 42   |
| 3 | Williams | 15   |
| 4 | Jordan   | 9    |
| 5 | Benetton | 8    |
| 6 | BAR      | 6    |
| 7 | Sauber   | 1    |

| * | Jezdec         | Body |
| - | -------------- | ---- |
| 1 | Německo        | 53   |
| 2 | Velká Británie | 23   |
| 3 | Finsko         | 23   |
| 4 | Brazílie       | 14   |
| 5 | Itálie         | 12   |
| 6 | Kanada         | 5    |